# Som
Der Som (kirgisisch/russisch Сом) ist die Währung Kirgisistans. Die Währung wurde 1993 eingeführt und löste den Rubel aus der Sowjetzeit ab. Kirgisistan war damit das erste Land Zentralasiens, das sich aus der Rubelzone löste. Die Nationalbank der kirgisischen Republik brachte die ersten Banknoten am 10. Mai 1993 in Umlauf, wobei 200 Rubel zu 1 Som getauscht wurden.
1 Som ist in 100 Tyjyn (Тыйын) unterteilt. Anfänglich war der Tyjyn in kleinformatigen Banknoten zu 1, 10 und 50 Tyjyn in Umlauf. Münzen sind in Kirgisistan erst seit 2008 im Umlauf. Es gibt Werte zu 1, 10 und 50 Tyjyn sowie 1, 3, 5 und 10 Som. Aufgrund des Kursverfalls des Som in den ersten Jahren nach dessen Einführung ist der Tyjyn jedoch heute nur noch selten in Gebrauch, so dass die Unterteilung in der Praxis keine Rolle spielt.
Die Kirgisische Nationalbank erkannte Anfang 2017 ein unterstrichenes C als offizielles Währungssymbol für den kirgisischen Som an. Die Aufnahme des Zeichens  in den Unicode-Standard erfolgte mit Version 14.0 des Standards an der Position U+20C0.

## Münzen
Münzen der kirgisischen Währung Som werden seit dem 1. Januar 2008 ausgegeben. Auf der Rückseite befindet sich jeweils das Wappen Kirgisistans. Die Münzen zu 1, 10 und 50 Tyjyn bestehen aus Stahl mit Messingauflage, jene zu 1, 3, 5 und 10 Som aus Stahl mit Nickelüberzug.
| Nennwert | Bild | Vorderseite                                                 | Durchmesser | Gewicht | Ausgabedatum     |
| -------- | ---- | ----------------------------------------------------------- | ----------- | ------- | ---------------- |
| 1 Tyjyn  |      | Blumenornament                                              | 14 mm       | 1 g     | 1. Januar 2008   |
| 10 Tyjyn |      | Blumenornament                                              | 15 mm       | 1,3 g   | 1. Januar 2008   |
| 50 Tyjyn |      | Blumenornament                                              | 17 mm       | 1,8 g   | 1. Januar 2008   |
| 1 Som    |      | Kookor – ein traditionelles Gefäß zur Herstellung von Kumys | 19 mm       | 2,5 g   | 1. Januar 2008   |
| 3 Som    |      | Kookor – ein traditionelles Gefäß zur Herstellung von Kumys | 21 mm       | 3,2 g   | 1. Januar 2008   |
| 5 Som    |      | Kookor – ein traditionelles Gefäß zur Herstellung von Kumys | 23 mm       | 4,2 g   | 1. Januar 2008   |
| 10 Som   |      | Kookor – ein traditionelles Gefäß zur Herstellung von Kumys | 24,5 mm     | 5,4 g   | 1. Dezember 2009 |

## Banknoten

### Erste Serie (1993)
| Erste Serie (1993) | Erste Serie (1993)   | Erste Serie (1993) | Erste Serie (1993)                      | Erste Serie (1993)                                                                                     | Erste Serie (1993) | Erste Serie (1993) |
| Nennwert           | Bild                 | Bild               | Vorderseite                             | Rückseite                                                                                              | Abmessung          | Ausgabedatum       |
| ------------------ | -------------------- | ------------------ | --------------------------------------- | --- | ------------------ | ------------------ |
| 1 Tyjyn            | 1 Tyjyn Vorderseite  | 1 Tyjyn Rückseite  | Adler                                   | in der Mitte die stilisierte Darstellung eines Daches (Tündük) einer traditionellen kirgisischen Jurte | 90 × 70 mm         | 10. Mai 1993       |
| 10 Tyjyn           | 10 Tyjyn Vorderseite | 10 Tyjyn Rückseite | Adler                                   | in der Mitte die stilisierte Darstellung eines Daches (Tündük) einer traditionellen kirgisischen Jurte | 90 × 70 mm         | 10. Mai 1993       |
| 50 Tyjyn           | 50 Tyjyn Vorderseite | 50 Tyjyn Rückseite | Adler                                   | in der Mitte die stilisierte Darstellung eines Daches (Tündük) einer traditionellen kirgisischen Jurte | 90 × 70 mm         | 10. Mai 1993       |
| 1 Som              | 5 Som Vorderseite    | 5 Som Rückseite    | mythischer kirgisischer Volksheld Manas | Mausoleum des Manas östlichen von Talas                                                                | 140 × 70 mm        | 10. Mai 1993       |
| 5 Som              | 5 Som Vorderseite    | 5 Som Rückseite    | mythischer kirgisischer Volksheld Manas | Mausoleum des Manas östlichen von Talas                                                                | 140 × 70 mm        | 10. Mai 1993       |
| 20 Som             | 5 Som Vorderseite    | 5 Som Rückseite    | mythischer kirgisischer Volksheld Manas | Mausoleum des Manas östlichen von Talas                                                                | 140 × 70 mm        | 10. Mai 1993       |

### Zweite Serie (1994)
| Zweite Serie (1994) | Zweite Serie (1994) | Zweite Serie (1994) | Zweite Serie (1994)      | Zweite Serie (1994)                                   | Zweite Serie (1994) | Zweite Serie (1994) |
| Nennwert            | Bild                | Bild                | Vorderseite              | Rückseite                                             | Abmessung           | Ausgabedatum        |
| ------------------- | ------------------- | ------------------- | ------------------------ | ----------------------------------------------------- | ------------------- | ------------------- |
| 1 Som               | 1 Som Vorderseite   | 1 Som Rückseite     | Abdylas Maldybajew       | Komuz, Kobys, Philharmonieorchester in Bischkek       | 135 × 65 mm         | 11. April 1994      |
| 5 Som               | 5 Som Vorderseite   | 5 Som Rückseite     | Bübüsara Bejschenalijewa | Kirgisische Nationaloper in Bischkek                  | 135 × 65 mm         | 11. April 1994      |
| 10 Som              | 10 Som Vorderseite  | 10 Som Rückseite    | Kasym Tynystanov         | Kirgisisches Gebirgspanorama, Felsen bei Dscheti Oguz | 135 × 65 mm         | 28. Januar 1994     |
| 20 Som              | 20 Som Vorderseite  | 20 Som Rückseite    | Togolok Moldo            | Mausoleum des Manas östlichen von Talas               | 135 × 65 mm         | 11. April 1994      |
| 50 Som              | 50 Som Vorderseite  | 50 Som Rückseite    | Kurmandschan Datka       | Karachaniden Mausoleum aus dem 11./12. Jhd. in Ösgön  | 135 × 65 mm         | 29. August 1994     |
| 100 Som             | 100 Som Vorderseite | 100 Som Rückseite   | Toktogul Satylganov      | Toktogul-Talsperre                                    | 135 × 65 mm         | 20. März 1995       |

### Dritte Serie (1997)
| Dritte Serie (1997) | Dritte Serie (1997)  | Dritte Serie (1997) | Dritte Serie (1997)      | Dritte Serie (1997)                                   | Dritte Serie (1997) | Dritte Serie (1997)              |
| Nennwert            | Bild                 | Bild                | Vorderseite              | Rückseite                                             | Abmessung           | Ausgabedatum                     |
| ------------------- | -------------------- | ------------------- | ------------------------ | ----------------------------------------------------- | ------------------- | -------------------------------- |
| 1 Som               | 1 Som Vorderseite    | 1 Som Rückseite     | Abdilas Maldibajew       | Komuz, Kobys, Philharmonieorchester in Bischkek       | 120 × 60 mm         | 7. Februar 2000                  |
| 5 Som               | 5 Som Vorderseite    | 5 Som Rückseite     | Bübüsara Bejschenalijewa | Kirgisische Nationaloper in Bischkek                  | 135 × 65 mm         | 17. Dezember 1997                |
| 10 Som              | 10 Som Vorderseite   | 10 Som Rückseite    | Kasym Tynystanov         | Kirgisisches Gebirgspanorama, Felsen bei Dscheti Oguz | 135 × 65 mm         | 17. Dezember 1997                |
| 20 som              | 20 Som Vorderseite   | 20 Som Rückseite    | Togolok Moldo            | Mausoleum des Manas östlichen von Talas               | 135 × 65 mm         | 15. August 2002                  |
| 50 Som              | 50 Som Vorderseite   | 50 Som Rückseite    | Kurmandschan Datka       | Karachaniden Mausoleum aus dem 11./12. Jhd. in Ösgön  | 145 × 70 mm         | 15. August 2002                  |
| 100 Som             | 100 Som Vorderseite  | 100 Som Rückseite   | Toktogul Satylganov      | Khan Tengri                                           | 150 × 72 mm         | 15. August 2002                  |
| 200 Som             | 200 Som Vorderseite  | 200 Som Rückseite   | Alykul Osmonov           | Yssyk-Köl See                                         | 155 × 74 mm         | 8. August 2000 2. August 2004    |
| 500 Som             | 500 Som Vorderseite  | 500 Som Rückseite   | Sayakbay Karalaev        | Sayakbay Karalaev und Bilder aus dem Manas-Epos       | 160 × 76 mm         | 28. August 2000 1. November 2005 |
| 1000 Som            | 1000 Som Vorderseite | 1000 Som Rückseite  | Yusuf Has Hajib          | Heiliger Berg Suleiman-Too in Osch                    | 165 × 78 mm         | 28. August 2000                  |

### Vierte Serie (2009)
| Vierte Serie (2009) | Vierte Serie (2009)  | Vierte Serie (2009) | Vierte Serie (2009) | Vierte Serie (2009)                                  | Vierte Serie (2009) | Vierte Serie (2009) |
| Nennwert            | Bild                 | Bild                | Vorderseite         | Rückseite                                            | Abmessung           | Ausgabedatum        |
| ------------------- | -------------------- | ------------------- | ------------------- | ---------------------------------------------------- | ------------------- | ------------------- |
| 20 Som              | 20 Som Vorderseite   | 20 Som Rückseite    | Togolok Moldo       | Tasch Rabat                                          | 120 × 50 mm         | 1. Juli 2009        |
| 50 Som              | 50 Som Vorderseite   | 50 Som Rückseite    | Kurmandschan Datka  | Karachaniden Mausoleum aus dem 11./12. Jhd. in Ösgön | 126 × 61 mm         | 1. Juli 2009        |
| 100 Som             | 100 Som Vorderseite  | 100 Som Rückseite   | Toktogul Satylganov | Toktogul-Talsperre                                   | 132 × 63 mm         | 1. Juli 2009        |
| 200 Som             | 200 Som Vorderseite  | 200 Som Rückseite   | Alykul Osmonov      | Yssyk-Köl See                                        | 138 × 66 mm         | 1. Dezember 2010    |
| 500 Som             | 500 Som Vorderseite  | 500 Som Rückseite   | Sayakbay Karalaev   | Mausoleum des Manas östlichen von Talas              | 144 × 68 mm         | 1. Dezember 2010    |
| 1000 Som            | 1000 Som Vorderseite | 1000 Som Rückseite  | Yusuf Has Hajib     | Heiliger Berg Suleiman-Too in Osch                   | 150 × 71 mm         | 1. Dezember 2010    |
| 5000 Som            | 5000 Som Vorderseite | 5000 Som Rückseite  | Suimenkul Chokmorov | Ala-Too-Platz in Bischkek                            | 156 × 73 mm         | 2. März 2009        |

### Fünfte Serie (2023)
| Fünfte Serie (2023) | Fünfte Serie (2023)  | Fünfte Serie (2023) | Fünfte Serie (2023) | Fünfte Serie (2023)                                  | Fünfte Serie (2023) | Fünfte Serie (2023) |
| Nennwert            | Bild                 | Bild                | Vorderseite         | Rückseite                                            | Abmessung           | Ausgabedatum        |
| ------------------- | -------------------- | ------------------- | ------------------- | ---------------------------------------------------- | ------------------- | ------------------- |
| 20 Som              |                      |                     | Togolok Moldo       | Tasch Rabat                                          | 120 × 58 mm         | 15. Februar 2024    |
| 50 Som              |                      |                     | Kurmandschan Datka  | Karachaniden Mausoleum aus dem 11./12. Jhd. in Ösgön | 126 × 61 mm         | 15. Februar 2024    |
| 100 Som             |                      |                     | Toktogul Satylganov | Toktogul-Talsperre                                   | 132 × 63 mm         | 15. Februar 2024    |
| 200 Som             | 200 Som Vorderseite  | 200 Som Rückseite   | Alykul Osmonov      | Yssyk-Köl See                                        | 138 × 66 mm         | 10. Mai 2023        |
| 500 Som             | 500 Som Vorderseite  | 500 Som Rückseite   | Sayakbay Karalaev   | Mausoleum des Manas östlichen von Talas              | 144 × 68 mm         | 10. Mai 2023        |
| 1000 Som            | 1000 Som Vorderseite | 1000 Som Rückseite  | Zhusup Balasagyn    | Heiliger Berg Suleiman-Too in Osch                   | 150 × 71 mm         | 10. Mai 2023        |
| 5000 Som            | 5000 Som Vorderseite | 5000 Som Rückseite  | Suimenkul Chokmorov | Ala-Too-Platz in Bischkek                            | 156 × 73 mm         | 10. Mai 2024        |

Das Wasserzeichen ist jeweils die auf dem Schein abgebildete Person. Bei den Werten ab 20 Som ist zusätzlich noch der Nennwert dabei.